# Kateřina Valková
Kateřina Valková, född 6 februari 1996 i Plzeň, Tjeckien, är en beachvolley- och volleybollspelare (passare).
Som ung spelade hon beachvolley på hög nivå och deltog både vid U18-EM i beachvolley 2012 och
U21-VM i beachvolley 2013. Inomhus började hon spela med det lokala laget SK 15. ZŠ Plzeň. Hon lämnade klubben för TJ Ostrava 2013 och har sedan dess spelat för elitlag i Tjeckien och Tyskland.
Valková spelar i Tjeckiens landslag sedan 2015 och har deltagit med dem vid VM 2022, EM 2017, 2021 och 2023, samt European Volleyball League 2018, 2019, 2021 och 2022.